# 市中銀行
市中銀行（しちゅうぎんこう）とは、経済学において用いられる用語で、中央銀行に対して、一般の預金者から金銭を預かり、事業者などに貸し出す銀行を指す。なお、市中銀行はcommercial bankと訳されるが、米国や中国などの銀行制度上の業態分類である商業銀行にもcommercial bankを使う。

## 機能
一般にいう「銀行」のことで、市銀と略される。業務としては預金口座を主体にした振込、自動引き落としや、両替、融資等を行う。融資以外の窓口業務の大半はATMやインターネットで自動化され、手数料等も差別化されている。
全国キャッシュサービス(MICS)、BANCSなどのネットワークで全国の銀行が接続されているので、オンラインで瞬時に振込などの処理ができるようになった。
郵便局ATMと相互接続している銀行も多い。